# 布羅德 (沃倫州)
布羅德（烏克蘭語：Броди）是烏克蘭的村落，位於該國西部沃倫州，由科韋利區拉特內市鎮負責管轄，面積4.87平方公里，海拔高度153米，2001年人口1,255，人口密度每平方公里257.7人。